# Denis Scuto
Denis Scuto (Esch-sur-Alzette, 13 november 1964) is een voormalig voetballer uit Luxemburg. Hij speelde als middenvelder gedurende zijn carrière voor Jeunesse Esch. Scuto kwam tot een recordaantal van 424 competitieduels in de Nationaldivisioun, vijf meer dan de nummer twee op de eeuwige ranglijst, Théo Scholten. Hij was in 1988 de eerste Luxemburgs voetballer van het jaar.

## Interlandcarrière
Scuto kwam in totaal zeven keer (nul doelpunten) uit voor de nationale ploeg van Luxemburg in de periode 1988–1993. Hij maakte zijn debuut op 21 september 1988 in de WK-kwalificatiewedstrijd tegen Zwitserland, die eindigde in een 4-1 nederlaag. Hij viel in dat duel na 63 minuten in voor Jean-Paul Girres. Zijn zevende en laatste interland speelde Scuto op 20 mei 1993 tegen IJsland (1-1). In dat duel trad hij na 50 minuten aan als vervanger van Joël Groff.

## Erelijst
Jeunesse Esch
- Landskampioen

1985, 1987, 1988, 1995, 1996, 1997, 1998, 1999
- Beker van Luxemburg

1988, 1997, 1999, 2000
- Luxemburgs voetballer van het jaar

1988